# Leskea claviramea
Leskea claviramea là một loài Rêu trong họ Leskeaceae. Loài này được (Müll. Hal.) Mitt. mô tả khoa học đầu tiên năm 1886.